# Торір Гельгасон
Торір Йоганн Гельгасон (ісл. Þórir Jóhann Helgason, нар. 28 вересня 2000, Гапнарф'єрдюр, Ісландія) — ісландський футболіст, атакувальний півзахисник італійського клубу «Лечче» та національної збірної Ісландії. На правах оренди грає у Німеччині за «Айнтрахт» (Брауншвейг).

## Клубна кар'єра
Торір Гельгасон є вихованцем ісландського клубу «Гаукар». У його складі у 2017 році футболіст дебютував на професійному рівні. За рік Гельгасон підписав контракт з клубом Вищої ліги «Хафнарф'ярдар». У складі якого провів три сезони у Вищій ісландські лізі і відзначився трьома забитими голами.
У липні 2021 року Гельгасон підписав чотирирічний контракт з клубом італійської Серії В «Лечче». Допоміг команді у першому ж сезоні здобути підвищення в класі до Серії A. Однак наступного сезону на рівні елітного італійського дивізіону виходив на поле значно рідше.
У серпні 2023 року був орендований німецьким «Айнтрахтом» (Брауншвейг).

## Збірна
З 2017 року Торір Гельгасон грав у юнацьких та молодіжній збірній Ісландії. 29 травня 2021 року у товариському матчі проти команди Мексики, що проходив у США у місті Арлінгтон Торір Гельгасон дебютував у національній збірній Ісландії.

## Статистика виступів

### Статистика виступів за збірну
Станом на 30 травня 2023 року
| Дата       | Місто            | Господарі          | Результат          | Гості              | Турнір                               | Голи | Примітки |
| ---------- | ---------------- | ------------------ | ------------------ | ------------------ | ------------------------------------ | ---- | -------- |
| 29-5-2021  | Арлінгтон        | Мексика            | 2 – 1              | Ісландія           | товариський матч                     | -    |          |
| 5-9-2021   | Рейк'явік        | Ісландія           | 2 – 2              | Північна Македонія | Відбір до ЧС 2022                    | -    | 60'      |
| 8-9-2021   | Рейк'явік        | Ісландія           | 0 – 4              | Німеччина          | Відбір до ЧС 2022                    | -    |          |
| 8-10-2021  | Рейк'явік        | Ісландія           | 1 – 1              | Вірменія           | Відбір до ЧС 2022                    | -    | 90+1'    |
| 11-10-2021 | Рейк'явік        | Ісландія           | 4 – 0              | Ліхтенштейн        | Відбір до ЧС 2022                    | -    | 65'      |
| 11-11-2021 | Бухарест         | Румунія            | 0 – 0              | Ісландія           | Відбір до ЧС 2022                    | -    | 74'      |
| 14-11-2021 | Скоп'є           | Північна Македонія | 3 – 1              | Ісландія           | Відбір до ЧС 2022                    | -    | 72'      |
| 26-3-2022  | Мурсія           | Фінляндія          | 1 – 1              | Ісландія           | товариський матч                     | -    |          |
| 29-3-2022  | Ла-Корунья       | Іспанія            | 5 – 0              | Ісландія           | товариський матч                     | -    |          |
| 2-6-2022   | Хайфа            | Ізраїль            | 2 – 2              | Ісландія           | Ліга націй УЄФА 2022-2023 - 1-й етап | 1    | 17'      |
| 6-6-2022   | Рейк'явік        | Ісландія           | 1 – 1              | Албанія            | Ліга націй УЄФА 2022-2023 - 1-й етап | -    | 62'      |
| 13-6-2022  | Рейк'явік        | Ісландія           | 2 – 2              | Ізраїль            | Ліга націй УЄФА 2022-2023 - 1-й етап | 1    | 90'      |
| 22-9-2022  | Марія-Енцерсдорф | Венесуела          | 0 – 1              | Ісландія           | товариський матч                     | -    | 58'      |
| 27-9-2022  | Тирана           | Албанія            | 1 – 1              | Ісландія           | Ліга націй УЄФА 2022-2023 - 1-й етап | -    |          |
| 16-11-2022 | Каунас           | Литва              | 0 – 0 (5 - 6 п.п.) | Ісландія           | Coppa del Baltico                    | -    | 62'      |
| 19-11-2022 | Рига             | Латвія             | 1 – 1 (7 - 8 п.п.) | Ісландія           | Coppa del Baltico                    | -    | 76'      |
| Усього     |                  | Матчів             | 16                 |                    | Голів                                | 2    |          |